# Spathipora occidentalis
Spathipora occidentalis is een mosdiertjessoort uit de familie van de Spathiporidae. De wetenschappelijke naam van de soort is voor het eerst geldig gepubliceerd in 1978 door Pohowsky.